# فبراير 2010
فبراير 2010 هو الشهر الثاني من عام 2010. بدأ الشهر يوم الأثنين، وانتهى يوم الأحد بعد 28 يومًا.

## بوابة:أحداث جارية
| \| 1 فبراير 2010 (الإثنين) \| عدل \| تاريخ \| راقب \| تصفح \| |     |       |      |      |
| - وزارة الداخلية العراقية تعلن عن مقتل 41 شخصًا على الأقل وإصابة ما يزيد على مائة آخرين في هجوم انتحاري نفذته امرأة على زوار شيعة بالعاصمة بغداد. (الجزيرة) - رئيس السلطة الوطنية الفلسطينية محمود عباس (في الصورة) يقول إنه يمكن استئناف محادثات السلام إذا كانت إسرائيل على استعداد لوقف بناء المستوطنات لفترة معينة. (بي بي سي) |     |       |      |      |
| 1 فبراير 2010 (الإثنين) | عدل | تاريخ | راقب | تصفح |

| 1 فبراير 2010 (الإثنين) | عدل | تاريخ | راقب | تصفح |

| \| 2 فبراير 2010 (الثلاثاء) \| عدل \| تاريخ \| راقب \| تصفح \| |     |       |      |      |
| - عضو المكتب السياسي في حركة حماس محمود الزهار يقول أن المفاوضات من أجل عملية تبادل الأسرى بين الحركة وإسرائيل والتي تشمل الجندي الإسرائيلي جلعاد شاليط قد توقفت. (بي بي سي) - الشرطة الإسرائيلية تغلق شواطئ قطاع غزة بعد أن عثرت على برميلين قالت أنهما يحتويان على مواد ناسفة جرفتهما الأمواج إلى الشواطئ الإسرائيلية. (بي بي سي) - زعيم المعارضة الإيرانية مير حسين موسوي (في الصورة) يقول أن الثورة الإسلامية فشلت في القضاء على جذور الاستبداد والديكتاتورية التي ميزت عهد الشاه. (بي بي سي) |     |       |      |      |
| 2 فبراير 2010 (الثلاثاء) | عدل | تاريخ | راقب | تصفح |

| 2 فبراير 2010 (الثلاثاء) | عدل | تاريخ | راقب | تصفح |

| \| 3 فبراير 2010 (الأربعاء) \| عدل \| تاريخ \| راقب \| تصفح \| |     |       |      |      |
| - قضاة الاستئناف في المحكمة الجنائية الدولية يقبلون الاستئناف الذي قدمه المدعي العام لويس مورينو أوكامبو ضد قرار سابق بعدم قبول تهمة الإبادة الجماعية ضد الرئيس السوداني عمر البشير، والسودان تصف القرار بالمسيس ويهدف إلى عرقلة الانتخابات المقررة في أبريل المقبل. (بي بي سي) - مفوضية الانتخابات العراقية تسمح للمرشحين الذين شملتهم قرارات الاستبعاد من هيئة المساءلة بالمشاركة في الانتخابات. (بي بي سي) - عضو اللجنة المركزية لحركة فتح نبيل شعث يصل إلى قطاع غزة في زيارة هي الأولى من نوعها منذ يونيو / حزيران 2007 ويقول أن تحقيق الوحدة وإنهاء الانقسام الفلسطيني هو السبب الرئيس لزيارته. (الجزيرة) |     |       |      |      |
| 3 فبراير 2010 (الأربعاء) | عدل | تاريخ | راقب | تصفح |

| 3 فبراير 2010 (الأربعاء) | عدل | تاريخ | راقب | تصفح |

| \| 4 فبراير 2010 (الخميس) \| عدل \| تاريخ \| راقب \| تصفح \| |     |       |      |      |
| - الحكومة العراقية تدعو إلى عقد جلسة خاصة للبرلمان لمناقشة موضوع تعليق محكمة التمييز لقرار هيئة إجتثاث البعث بحظر ترشح عدد من السياسيين للانتخابات المقلبة بحجة وجود ارتباطات مع حزب البعث المحظور إلى ما بعد الانتخابات، وتصف القرار بأنه غير قانوني. (رويترز) - منسق عمليات الإغاثة الطارئة في الأمم المتحدة يقول إن الوضع الإنساني في اليمن يتفاقم وإن الدول المانحة تنأى بنفسها عن هذا البلد وهو الأمر الذي يعرض برامج المساعدات للخطر. (رويترز) |     |       |      |      |
| 4 فبراير 2010 (الخميس) | عدل | تاريخ | راقب | تصفح |

| 4 فبراير 2010 (الخميس) | عدل | تاريخ | راقب | تصفح |

| \| 5 فبراير 2010 (الجمعة) \| عدل \| تاريخ \| راقب \| تصفح \| |     |       |      |      |
| - إنفجار سيارتين مفخختين في وقت متزامن أثناء عودة الآلاف من الزائرين من كربلاء إلى مدنهم سيرًا على الأقدام بعد إكمالهم زيارة المدينة لإحياء أربعينية الإمام الحسين، ومصادر عراقية تعلن مقتل أربعين شخصًا على الأقل وجرح حوالي 150 في الإنفجار. (بي بي سي) - قائد شرطة دبي الفريق ضاحي خلفان تميم يعلن إنه سيصدر مذكرة توقيف بحق رئيس الوزراء الإسرائيلي بنيامين نتنياهو في حال تبين أن جهاز الموساد مسؤول عن اغتيال القيادي في حركة حماس محمود المبحوح مؤخرًا في إمارة دبي. (بي بي سي) |     |       |      |      |
| 5 فبراير 2010 (الجمعة) | عدل | تاريخ | راقب | تصفح |

| 5 فبراير 2010 (الجمعة) | عدل | تاريخ | راقب | تصفح |

| \| 6 فبراير 2010 (السبت) \| عدل \| تاريخ \| راقب \| تصفح \| |     |       |      |      |
| - وزير الدفاع الأمريكي روبرت غيتس (في الصورة) يشكك بإمكانية التوصل لاتفاق مع إيران حول برنامجها النووي. (الجزيرة) - المستشار السياسي للرئيس اليمني عبد الكريم الإرياني يقول إن اليمن سلم الحوثيين جدولاً زمنيًا لتنفيذ شروط الهدنة التي وضعتها الحكومة في محاولة لإنهاء الصراع في صعدة. (رويترز) |     |       |      |      |
| 6 فبراير 2010 (السبت) | عدل | تاريخ | راقب | تصفح |

| 6 فبراير 2010 (السبت) | عدل | تاريخ | راقب | تصفح |

| \| 7 فبراير 2010 (الأحد) \| عدل \| تاريخ \| راقب \| تصفح \| |     |       |      |      |
| - آلاف العراقيين يتظاهرون في بغداد والنجف والبصرة احتجاجًا على محاولات إشراك مرشحين استبعدوا من الانتخابات التشريعية القادمة المقررة في 7 مارس القادم للاشتباه في علاقتهم بحزب البعث المنحل. (العربية) - إيران تقرر إبلاغ الوكالة الدولية للطاقة الذرية عزمها تخصيب اليورانيوم بدرجة 20%. (بي بي سي) - الناخبون الأوكرانيون يتوجهون لصناديق الاقتراع لانتخاب رئيس جديد وذلك في جولة الإعادة بين رئيسة الوزراء يوليا تيموشينكو والمعارض المقرب من روسيا فيكتور يانكوفيتش (في الصورة)، واستطلاعات الرأي تشير إلى فوز زعيم المعارضة يانكوفيتش. (بي بي سي) |     |       |      |      |
| 7 فبراير 2010 (الأحد) | عدل | تاريخ | راقب | تصفح |

| 7 فبراير 2010 (الأحد) | عدل | تاريخ | راقب | تصفح |

| \| 8 فبراير 2010 (الإثنين) \| عدل \| تاريخ \| راقب \| تصفح \| |     |       |      |      |
| - رئيس وزراء العراق الأسبق إياد علاوي (في الصورة) يقول أن حظر مرشحين في الانتخابات بتهمة الصلة بحزب البعث المنحل يهدد بجر العراق إلى أتون حرب أهلية. (رويترز) - رئيس المكتب السياسي لحركة حماس خالد مشعل يتهم الولايات المتحدة بعرقلة جهود الوحدة الفلسطينية، ويقول أنه لا يرى فرصة لإحلال السلام في الشرق الأوسط في وجود القيادة الإسرائيلية الحالية. (رويترز) |     |       |      |      |
| 8 فبراير 2010 (الإثنين) | عدل | تاريخ | راقب | تصفح |

| 8 فبراير 2010 (الإثنين) | عدل | تاريخ | راقب | تصفح |

| \| 9 فبراير 2010 (الثلاثاء) \| عدل \| تاريخ \| راقب \| تصفح \| |     |       |      |      |
| - الرئيس الأمريكي باراك أوباما (في الصورة) يقول إنه يعمل لفرض عقوبات دولية جديدة على إيران بسبب برنامجها النووي. (رويترز) - رئيس السلطة الوطنية الفلسطينية محمود عباس يقول إن الفلسطينيين لم يضعوا شروطًا محددة يقبلون بموجبها عرض الولايات المتحدة الوساطة في محادثات غير مباشرة مع إسرائيل، لكنهم يتوقعون توضيحًا بشأن هذه المحادثات. (الجزيرة) - النائب الثاني لرئيس السودان علي عثمان طه يحذر من مخاطر انفصال جنوب السودان في إطار الاستفتاء المقرر إجراؤه العام المقبل ويقول إنه قفزة في الظلام وسيؤدي إلى مخاطر كثيرة. (الجزيرة) - رئيس سريلانكا ماهيندا راجاباكسا يحل البرلمان تمهيدًا لإجراء انتخابات قبل شهرين من موعدها. (بي بي سي) |     |       |      |      |
| 9 فبراير 2010 (الثلاثاء) | عدل | تاريخ | راقب | تصفح |

| 9 فبراير 2010 (الثلاثاء) | عدل | تاريخ | راقب | تصفح |

| \| 10 فبراير 2010 (الأربعاء) \| عدل \| تاريخ \| راقب \| تصفح \| |     |       |      |      |
| - نائب وزير الخارجية الروسي يقول أن مسألة فرض عقوبات جديدة على إيران باتت أكثر واقعية بعد الخطوة التي اتخذتها برفع درجة تخصيب اليورانيوم، بينما إيران تؤكد أن عرض مبادلة اليورانيوم المخصب مع الغرب ما زال قائماً. (الجزيرة) - الرئيس الأوكراني المنتخب فيكتور يانكوفيتش يدعو منافسته السابقة رئيسة الحكومة يوليا تيموشينكو إلى التخلي عن اعتراضها على نتيجة الانتخابات والاستقالة من منصبها والإنضام للمعارضة. (بي بي سي) - انتخاب لورا شينشيلا (في الصورة) رئيسة لكوستاريكا لتكون أول امرأة تتولى هذا المنصب فيها بعد تحقيق حزب التحرير الوطني الحاكم فوزًا كاسحًا في الانتخابات التي جرت يوم الأحد.-(سي إن إن) |     |       |      |      |
| 10 فبراير 2010 (الأربعاء) | عدل | تاريخ | راقب | تصفح |

| 10 فبراير 2010 (الأربعاء) | عدل | تاريخ | راقب | تصفح |

| \| 11 فبراير 2010 (الخميس) \| عدل \| تاريخ \| راقب \| تصفح \| |     |       |      |      |
| - مسؤول يمني يعلن التوصل لاتفاق لوقف إطلاق النار مع الحوثيين في صعدة يبدأ سريانه اعتبارًا من الثامنة مساءً بتوقيت غرينيتش وذلك لوضع حد للحرب التي استمرت بشكل متقطع منذ عام 2004. (العربية) - مئات الآلاف من مناصري الحكومة الإيرانية يحتشدون في شوارع طهران لإحياء ذكرى الثورة، والرئيس الإيراني محمود أحمدي نجاد (في الصورة) يعلن في خطاب له بهذه المناسبة أن بلاده أنتجت أول دفعة من اليورانيوم المخصب بنسبة 20 بالمئة، وتدابير أمنية واجهتها المعارضة ومعلومات عن تعرض قوى الأمن لبعض قادتها. (بي بي سي) - جنوب أفريقيا تحيي الذكرى العشرين لإطلاق سراح الزعيم نيلسون مانديلا. (بي بي سي) |     |       |      |      |
| 11 فبراير 2010 (الخميس) | عدل | تاريخ | راقب | تصفح |

| 11 فبراير 2010 (الخميس) | عدل | تاريخ | راقب | تصفح |

| \| 12 فبراير 2010 (الجمعة) \| عدل \| تاريخ \| راقب \| تصفح \| |     |       |      |      |
| - قوات الناتو والقوات الأفغانية تشن حملة على مسلحي حركة طالبان وتعلن أنها قتلت أكثر من عشرين مسلحاً. (بي بي سي) - الحكومة اليمنية تقول أن الحوثيين خرقوا الهدنة التي بدأت الليلة الماضية بعد ساعات من بدايتها لأن هناك مسلحين لا يعلمون بأمر الهدنة حتى الآن، لكن الاتفاق لا يزال قائماً. (بي بي سي) - المحامية الإيرانية الحاصلة على جائزة نوبل للسلام شيرين عبادي (في الصورة) تقول أن وضع حقوق الإنسان في بلادها يشهد تدهورًا سريعًا وتوجه الإتهام إلى قوات الأمن باستخدام العنف لقمع الاحتجاجات السلمية، وتحث المجتمع الدولي على فرض عقوبات سياسية على إيران وذلك بخفض مستوى العلاقات الدبلوماسية ومنع إصدار تأشيرات للمسؤولين الإيرانيين لكنها رفضت العقوبات الاقتصادية باعتبار أنها تضر بالشعب الإيراني. (رويترز) |     |       |      |      |
| 12 فبراير 2010 (الجمعة) | عدل | تاريخ | راقب | تصفح |

| 12 فبراير 2010 (الجمعة) | عدل | تاريخ | راقب | تصفح |

| \| 13 فبراير 2010 (السبت) \| عدل \| تاريخ \| راقب \| تصفح \| |     |       |      |      |
| - الآلاف من مسلمي النرويج يتظاهرون في شوارع أوسلو احتجاجًا على قيام صحيفة نرويجية بنشر رسم مسيئ للرسول محمد. (العربية) - استبعاد صالح المطلك وظافر العاني رسميًا من المشاركة في الانتخابات العراقية المقبلة بتهمة الترويج لأفكار حزب البعث المنحل. (رويترز) |     |       |      |      |
| 13 فبراير 2010 (السبت) | عدل | تاريخ | راقب | تصفح |

| 13 فبراير 2010 (السبت) | عدل | تاريخ | راقب | تصفح |

| \| 14 فبراير 2010 (الأحد) \| عدل \| تاريخ \| راقب \| تصفح \| |     |       |      |      |
| - وزيرة الخارجية الأمريكية هيلاري كلينتون (في الصورة) تعلن أن بلادها تعد مع حلفائها إجراءات جديدة لإرغام إيران على العودة عن ما اعتبرته القرارات الاستفزازية في المجال النووي. (العربية) - رئيس الوزراء اللبناني سعد الدين الحريري يقول في كلمته بذكرى اغتيال والده رفيق الحريري أن الضامن للاستقرار في لبنان هو الالتزام بالسلم الأهلي والابتعاد عن إثارة الفتن، ويؤكد أن علاقة لبنان بسوريا قامت على أساس الاحترام المتبادل بين دولة سيدة حرة مستقلة ودولة سيدة حرة ومستقلة. (العربية) |     |       |      |      |
| 14 فبراير 2010 (الأحد) | عدل | تاريخ | راقب | تصفح |

| 14 فبراير 2010 (الأحد) | عدل | تاريخ | راقب | تصفح |

| \| 15 فبراير 2010 (الإثنين) \| عدل \| تاريخ \| راقب \| تصفح \| |     |       |      |      |
| - الولايات المتحدة على لسان وزيرة خارجيتها هيلاري كلينتون تعرب عن تخوفها من تحول إيران إلى ديكتاتورية عسكرية مع تزايد سلطة الحرس الثوري، وتستبعد توجيه ضربة عسكرية إليها بسبب برنامجها النووي. (الجزيرة) - قائد شرطة دبي الفريق ضاحي خلفان تميم يكشف عن قتلة القيادي في حركة حماس محمود المبحوح وهم 11 شخصًا بينهم امرأة يحملون جوازات سفر أوروبية صحيحة حتى ثبوت العكس. (العربية) - أعلن حزب الغد أن هيئته العليا اختارت بإجماع الأصوات مؤسسه أيمن نور مرشحًا لخوض الانتخابات الرئاسية المزمع إجراؤها العام المقبل. (الجزيرة) - ليبيا تعلق إصدار التأشيرات لجميع مواطني الاتحاد الأوروبي باستثناء بريطانيا، ولم تفصح السلطات الليبية عن سبب اتخاذ هذا القرار. (بي بي سي) |     |       |      |      |
| 15 فبراير 2010 (الإثنين) | عدل | تاريخ | راقب | تصفح |

| 15 فبراير 2010 (الإثنين) | عدل | تاريخ | راقب | تصفح |

| \| 16 فبراير 2010 (الثلاثاء) \| عدل \| تاريخ \| راقب \| تصفح \| |     |       |      |      |
| - أمين عام حزب الله حسن نصر الله يهدد بقصف كل البنى التحتية الإسرائيلية بما فيها مطار بن غوريون الدولي إذا ما قامت إسرائيل بقصف البنى التحتية اللبنانية. (بي بي سي) - الحكومتان البريطانية والأيرلندية تقولان أن جوازات سفر الأشخاص الذين تشتبه شرطة دبي في أنهم ضالعون في اغتيال قيادي في حركة حماس محمود المبحوح هي جوازات وهمية. (بي بي سي) |     |       |      |      |
| 16 فبراير 2010 (الثلاثاء) | عدل | تاريخ | راقب | تصفح |

| 16 فبراير 2010 (الثلاثاء) | عدل | تاريخ | راقب | تصفح |

| \| 17 فبراير 2010 (الأربعاء) \| عدل \| تاريخ \| راقب \| تصفح \| |     |       |      |      |
| - رئيس الوزراء البريطاني جوردون براون (في الصورة) يتعهد بفتح تحقيق شامل لمعرفة ملابسات استخدام جوازات سفر بريطانية مزورة في عملية اغتيال القيادي في حركة حماس محمود المبحوح في إمارة دبي الشهر الماضي. (الجزيرة) - السلطات المصرية تعلن عثور قوات الأمن على مخزن تحت الأرض يضم أطناناً من المتفجرات في سيناء بالقرب من الحدود مع قطاع غزة.-(سي إن إن) - المحكمة الإدارية الأوكرانية العليا تعلق نتائج الانتخابات الرئاسية الأخيرة وذلك بعد أن طعنت المرشحة الخاسرة يوليا تيموشينكو فيها وذلك إلى أن تنتهي من النظر في أدلة على حدوث تزوير، وترى أن من الضروري تأجيل تنصيب الفائز فيكتور يانكوفيتش. (بي بي سي) |     |       |      |      |
| 17 فبراير 2010 (الأربعاء) | عدل | تاريخ | راقب | تصفح |

| 17 فبراير 2010 (الأربعاء) | عدل | تاريخ | راقب | تصفح |

| \| 18 فبراير 2010 (الخميس) \| عدل \| تاريخ \| راقب \| تصفح \| |     |       |      |      |
| - الإنتربول يضع المشتبه بهم في اغتيال محمود المبحوح على قائمة الأشخاص المطلوبين لديها. (بي بي سي) - طائرة صغيرة تصطدم بمبنى يضم مراكز تابعة لسي آي اي وأف بي آي في شمال مدينة أوستن عاصمة ولاية تكساس الأمريكية، والحادث يؤدي إلى سقوط جرحى بدون قتلى. (العربية) - انقلاب عسكري في النيجر يطيح بالرئيس تانجي مامادو (في الصورة) ويؤدي إلى احتجازه لدى قادة الانقلاب، ومؤشرات على نجاح الانقلاب. (العربية) |     |       |      |      |
| 18 فبراير 2010 (الخميس) | عدل | تاريخ | راقب | تصفح |

| 18 فبراير 2010 (الخميس) | عدل | تاريخ | راقب | تصفح |

| \| 19 فبراير 2010 (الجمعة) \| عدل \| تاريخ \| راقب \| تصفح \| |     |       |      |      |
| - الرئيس السابق للوكالة الدولية للطاقة الذرية محمد البرادعي (في الصورة) الذي طرح اسمه للترشح في انتخابات الرئاسة المصرية القادمة يصل إلى القاهرة، وحشود من عده مئات كانت بانتظاره في مطار القاهرة على الرغم من التحذيرات الأمنية لأنصاره بتجنب التجمع في منطقة المطار. (بي بي سي) - الحكومة الصينية تقول إن زيارة الزعيم الروحي للتبت الدالاي لاما إلى واشنطن أضرت بشكل خطير بالعلاقات بين الصين والولايات المتحدة. (بي بي سي) |     |       |      |      |
| 19 فبراير 2010 (الجمعة) | عدل | تاريخ | راقب | تصفح |

| 19 فبراير 2010 (الجمعة) | عدل | تاريخ | راقب | تصفح |

| \| 20 فبراير 2010 (السبت) \| عدل \| تاريخ \| راقب \| تصفح \| |     |       |      |      |
| - الحكومة السودانية وحركة العدل والمساواة توقعان في العاصمة التشادية إنجامينا بالأحرف الأولى على اتفاق إطاري لإحلال السلام في دارفور على أن يوقع رسميًا في الدوحة يوم الاثنين بحضور الرئيسين السوداني عمر البشير والتشادي إدريس ديبي. (الجزيرة) - المرشحة الخاسرة في انتخابات الرئاسة الأوكرانية يوليا تيموشينكو (في الصورة) تسحب الطعن الذي تقدمت به إلى القضاء ضد نتائج الانتخابات حسبما ذكر مسؤول في المحكمة التي تنظر الدعوى. (بي بي سي) - الولايات المتحدة ترفع اسم سوريا من لائحة الدول التي تنصح مواطنيها بعدم زيارتها لأسباب أمنية بعد أيام قليلة من تسمية سفير جديد لها في دمشق ورغم بقاء سوريا على اللائحة الأمريكية للدول الراعية للإرهاب منذ عام 1979. (بي بي سي) |     |       |      |      |
| 20 فبراير 2010 (السبت) | عدل | تاريخ | راقب | تصفح |

| 20 فبراير 2010 (السبت) | عدل | تاريخ | راقب | تصفح |

| \| 21 فبراير 2010 (الأحد) \| عدل \| تاريخ \| راقب \| تصفح \| |     |       |      |      |
| - قائد شرطة دبي الفريق ضاحي خلفان تميم يشير إلى ضلوع عنصر من حركة حماس في عملية اغتيال القيادي بالحركة محمود المبحوح الشهر الماضي وذلك من خلال تسريب معلومات عن وصوله للإمارات.-(سي إن إن) - رئيس الوزراء الفرنسي فرنسوا فيون (في الصورة) يقول إن فرنسا تبحث الاعتراف بدولة فلسطينية مستقلة قبل أن يتم التفاوض على حدودها في محاولة لبدء محادثات السلام في الشرق الأوسط. (رويترز) |     |       |      |      |
| 21 فبراير 2010 (الأحد) | عدل | تاريخ | راقب | تصفح |

| 21 فبراير 2010 (الأحد) | عدل | تاريخ | راقب | تصفح |

| \| 22 فبراير 2010 (الإثنين) \| عدل \| تاريخ \| راقب \| تصفح \| |     |       |      |      |
| - وزراء خارجية الاتحاد الأوروبي يدينون استخدام جوازات سفر أوروبية مزورة في اغتيال محمود المبحوح، ووزير الخارجية الإسرائيلي أفيجدور ليبرمان (في الصورة) يقول أن لا شيء يثبت ضلوع إسرائيل في مقتله. (العربية) - إشتباكات بين قوات الشرطة الإسرائيلية ومحتجين فلسطينيين في مدينة الخليل بالضفة الغربية بعد قرار الحكومة الإسرائيلية إضافة موقعي قبر راحيل والحرم الإبراهيمي إلى المواقع الأثرية في إسرائيل. (بي بي سي) - رئيس منظمة الطاقة الذرية الإيرانية علي أكبر صالحي يعلن أن بلاده حددت مواقع محتملة لكي تبني عليها منشآت نووية جديدة، ويقول أن أعمال الإنشاءات في اثنتين منها قد تبدأ خلال العام الجاري. (بي بي سي) |     |       |      |      |
| 22 فبراير 2010 (الإثنين) | عدل | تاريخ | راقب | تصفح |

| 22 فبراير 2010 (الإثنين) | عدل | تاريخ | راقب | تصفح |

| \| 23 فبراير 2010 (الثلاثاء) \| عدل \| تاريخ \| راقب \| تصفح \| |     |       |      |      |
| - الحكومة السودانية وحركة العدل والمساواة توقعان في العاصمة القطرية الدوحة اتفاقًا إطاريًا ووقفًا لإطلاق النار يمهد لإجراء مباحثات لإنهاء النزاع المسلح في إقليم دارفور. (الجزيرة) - إيران تعلن اعتقال زعيم جماعة جند الله عبد الملك ريغي. (الجزيرة) |     |       |      |      |
| 23 فبراير 2010 (الثلاثاء) | عدل | تاريخ | راقب | تصفح |

| 23 فبراير 2010 (الثلاثاء) | عدل | تاريخ | راقب | تصفح |

| \| 24 فبراير 2010 (الأربعاء) \| عدل \| تاريخ \| راقب \| تصفح \| |     |       |      |      |
| - رئيس وزراء كوت ديفوار غيلوم سورو (في الصورة) يعلن تشكيل حكومة جديدة بعد مرور 48 ساعة من المفاوضات، وأحزاب المعارضة تطالب بإعادة لجنة الانتخابات. (الجزيرة) - رئيس كوبا راؤول كاسترو يأسف لوفاة السجين السياسي أورلاندو زاباتا بعد إضرابه عن الطعام لأكثر من 80 يومًا احتجاجًا على ظروف السجن. (بي بي سي) - رئيس شركة تويوتا اكيو تويودا يعتذر إلى الكونغرس الأمريكي بسبب مشاكل السلامة التي أدت إلى موت عدة أشخاص في الولايات المتحدة. (بي بي سي) |     |       |      |      |
| 24 فبراير 2010 (الأربعاء) | عدل | تاريخ | راقب | تصفح |

| 24 فبراير 2010 (الأربعاء) | عدل | تاريخ | راقب | تصفح |

| \| 27 فبراير 2010 (السبت) \| عدل \| تاريخ \| راقب \| تصفح \| |     |       |      |      |
| - رئيس الوزراء التركي رجب طيب أردوغان (في الصورة) يحذر من أن كل من يتآمر ضد الحكومة المنتخبة سيقدم للعدالة وذلك في خضم اتساع نطاق التحقيقات في مزاعم بضلوع الجيش في مؤامرة لقلب الحكومة. (بي بي سي) - زلزال عنيف بقوة 8.8 على مقياس ريختر يضرب وسط تشيلي يؤدي إلى سقوط عدد كبير من الضحايا. (بي بي سي) |     |       |      |      |
| 27 فبراير 2010 (السبت) | عدل | تاريخ | راقب | تصفح |

| 27 فبراير 2010 (السبت) | عدل | تاريخ | راقب | تصفح |

| \| 28 فبراير 2010 (الأحد) \| عدل \| تاريخ \| راقب \| تصفح \| |     |       |      |      |
| - مواجهات في محيط المسجد الأقصى بين الفلسطينيين والشرطة الإسرائيلية تؤدي إلى إصابة 14 فلسطيني وشرطيان إسرائيليان. (بي بي سي) - السلطات العراقية تبدأ في إعادة الآلاف من ضباط الجيش العراقي في العهد السابق إلى صفوف القوات المسلحة الحالية. (بي بي سي) |     |       |      |      |
| 28 فبراير 2010 (الأحد) | عدل | تاريخ | راقب | تصفح |

| 28 فبراير 2010 (الأحد) | عدل | تاريخ | راقب | تصفح |